# NGC 1954
NGC 1954 is een spiraalvormig sterrenstelsel in het sterrenbeeld Haas. Het hemelobject werd op 14 december 1786 ontdekt door de Duits-Britse astronoom William Herschel.

## Synoniemen
- MCG -2-15-3
- NPM1G -14.0248
- IRAS05305-1405
- PGC 17422